# Llau de Rodelló
La llau de Rodelló és un curs d'aigua afluent de la Noguera Pallaresa per la dreta, en el pantà dels Terradets. Discorre íntegrament pel municipi de Castell de Mur, en el seu antic terme de Guàrdia de Tremp, al Pallars Jussà.
Es forma al sud-oest de Guàrdia de Noguera, prop del quilòmetre 3 de la carretera LV-9124, i baixa cap a l'est-nord-est, passant pel sud de Guàrdia de Noguera. S'aboca en la Noguera Pallaresa a la cua del pantà dels Terradets.